# بیمارستان گود کارما
بیمارستان گود کارما (انگلیسی: The Good Karma Hospital) یک مجموعهٔ تلویزیونی درام پزشکی است که در سال ۲۰۱۷ منتشر شد.

## بازیگران

### اصلی
- آماندا ردمن
- آمریتا آکاریا
- دارشان جاریوالا
- فیلیپ جکسون
- فیلیس لوگان
- پریانکا بوس
- کنت کرانام
- نیل موریسی

### بازیگران مهمان
- راجندرانات زوتشی
- مدهور جعفری
- لیان بست